# Sad Vaccas
Sad Vaccas o Sad Wakas (1399-1417/18) fou un príncep timúrida, fill de Muhammad Sultan, net de Jahangir ibn Timur i besnet de Tamerlà.
El 1414, amb nomes 15 anys, va rebre el govern de l'Iraq Ajamita oriental, amb seu a Qom.
El 1415 els kara koyunlu de Kara Yusuf van atacar Sultaniya i el cap turcman de la ciutat Bistam Jagir, aliat als timúrides, va sortir de la ciutat i va deixar la defensa en mans del seu fill, retirant-se a Qom, amb el príncep Sad Vaccas. Aquest va considerar que abandonar la defensa de la ciutat era una traïció i el va fer detenir i va demanar instruccions a Xah Rukh. Aquest va ordenar l'alliberament de Bistam, ordre que va portar un tavachi anomenat Ardexir. Sad Vaccas i diversos consellers van encaixar malament aquesta desautorització. Sad Vaccas va sortir de Qom amb el seu presoner i 300 homes i es va dirigir al camp de Kara Yusuf. El seu ogrok o campament de Qom va quedar sota el comandament de Kotluk Khoja.
Sad Vaccas fou molt ben rebut per Kara Yusuf que esperava aprofitar-se del príncep per conquerir l'Iraq Ajamita. Bistam fou alliberat i va rebre distincions (i aviat va canviar les seves aliances). Sad Vaccas (Saad Wakas) va demanar asil a Kara Yusuf i aquest va enviar a Qom a Akhi Fereji, fill de Bistam, per portar al campament turcman a les esposes del príncep. A Qom mentre, la princesa Agha Beghi, filla de Miran Xah i esposa principal de Sad Vaccas, va considerar que les esposes no havien d'anar amb els turcmans i va armar als servidors i quan Akhi Feriji i els seus homes van arribar, els van atacar i els van massacrar així com a Timur Xaikh, Kotluk Khoja i Xaikh Ali Zendeh considerats els instigadors de la defecció del príncep. Els seus caps foren enviats a l'emperador junt amb un relat dels fets.
Sad Vaccas va morir al cap de dos anys.